# Lepetodrilus
Lepetodrilus là một chi ốc biển, là động vật thân mềm chân bụng sống ở biểns trong họ Lepetodrilidae.

## Các loài
Các loài trong chi Lepetodrilus gồm có:
- Lepetodrilus atlanticus Warén & Bouchet, 2001[4]
- Lepetodrilus corrugatus McLean, 1993[5]
- Lepetodrilus cristatus McLean, 1988[6]
- Lepetodrilus elevatus McLean, 1988[7]
- Lepetodrilus fucensis McLean, 1988[8]
- Lepetodrilus galriftensis McLean, 1988[9]
- Lepetodrilus gordensis Johnson, Young, Jones, Waren & Vrijenhoek, 2006[10]
- Lepetodrilus guaymasensis McLean, 1988[11]
- Lepetodrilus japonicus Okutani, Fujikura & Sasaki, 1993[12]
- Lepetodrilus nux Okutani, Fujikura & Sasaki, 1993[13]
- Lepetodrilus ovalis McLean, 1988[14]
- Lepetodrilus pustulosus McLean, 1988[15]
- Lepetodrilus schrolli Beck, 1993[16]
- Lepetodrilus shannonae Warén & Bouchet, 2009[17]
- Lepetodrilus tevnianus McLean, 1991[18]